# Украина (Амурская область)
Украи́на — станция (населённый пункт) в Серышевском районе Амурской области Россия. Входит в состав Томского сельсовета.

## География
Станция Украина — спутник села Красная Поляна, находится на Транссибе, на расстоянии 19 км к югу (через сёла Поляна и Красная Поляна) от посёлка Серышево, административного центра района.

## Население
| 2002 | 2010 | 2012 | 2013 | 2014 | 2015 | 2016 |
| ---- | ---- | ---- | ---- | ---- | ---- | ---- |
| 78   | ↗82  | ↘80  | ↘78  | ↘76  | ↘73  | →73  |
| 2017 | 2018 |      |      |      |      |      |
| ↘72  | ↗74  |      |      |      |      |      |

## Улицы
В станции имеются две улицы: Железнодорожная и Залинейная.

## Инфраструктура
Станция Забайкальской железной дороги находится в 12 км в восточном направлении от станции Серышево.